# Cnipodectes subbrunneus
Cnipodectes subbrunneus là một loài chim trong họ Tyrannidae.